# Aimerico V di Narbona
Aimerico V, Eimeric in catalano e Aimery in spagnolo (seconda metà del secolo XIII – 1336), è stato un nobile franco, visconte di Narbona tra il 1328 alla sua morte.

## Origine
Aimerico, secondo la Gran enciclopèdia catalana, era figlio del Visconte di Narbona, Amalrico II, e della moglie Giovanna de l'Isle Jourdain, figlia di Jordan IV, barone de l'Isle Jourdain e della sua seconda moglie, Vacquerie de Monteil-Adhemar, come conferma Anselme de Sainte-Marie nella Histoire généalogique et chronologique de la maison royale de France, des pairs, grands officiers de la Couronne, de la Maison du Roy et des anciens barons du royaume.... Tome 2 / par le P. Anselme.

Amalrico II di Narbona, ancora secondo la Gran Enciclopèdia Catalana, era figlio del Visconte di Narbona, Aimerico IV e della moglie, Sibilla di Foix, che come conferma la Histoire généalogique et chronologique de la maison royale de France, des pairs, grands officiers de la Couronne, de la Maison du Roy et des anciens barons du royaume.... Tome 3 / par le P. Anselme,... ; continuée par M. Du Fourny Anselme de Sainte-Marie (1625-1694)era figlia del Visconte di Castelbon e Signore di Andorra e conte di Foix, Ruggero IV e come ci conferma la Chroniques romanes des comtes de Foix della moglie, Brunisenda di Cardona.

## Biografia
Aimerico lo troviamo citato in un documento del settembre 1298, assieme al figlio primogenito, Amalrico, come viene riportato da Jean Régné, nel suo «Amauri II, vicomte de Narbonne (1260?-1328) : sa jeunesse et ses expéditions, son gouvernement, son administration», Bulletin de la Commission archéologique de Narbonne, thèse de l'École des chartes de l'auteur, publiée dans une série de six d'articles : 1re partie.
Ancora secondo la Gran Enciclopèdia Catalana, suo padre, Amalrico II, morì il 19 giugno 1328; l'anno viene confermato anche dallo studio J. Régné. Amauri II, vicomte de Narbonne (1260 ?- 1328).

Gli succedette Aimerico, figlio primogenito come Aimerico V di Narbona.
Nel 1334, Aimerico V viene citato col titolo di visconte di Narbona (vicomte de Narbonne Aymeric V) dallo storico Pierre-Vincent Claverie, nel suo Un moment clé de l’histoire du royaume de Majorque : la fin de la vicomté de Castelnou (1321-1369), in occasione dell'acquisizione della viscontea di Castelnou, come conferma anche Anselme de Sainte-Marie nella Histoire généalogique et chronologique de la maison royale de France, des pairs, grands officiers de la Couronne, de la Maison du Roy et des anciens barons du royaume.... Tome 7 / par le P. Anselme.
Aimerico, nel 1336, fece testamento ed in quello stesso anno morì, come ci conferma Anselme de Sainte-Marie.

Gli succedette il figlio primogenito Amalrico.

## Matrimonio e discendenza
Aimerico, come conferma Anselme de Sainte-Marie aveva sposato Caterina di Poitiers-Valentinois, figlia di Aymar IV de Poitiers, conte di Valentinois e della sua seconda moglie, Margherita di Ginevra, come da documento n° REG 0/0/1/1266 degli Archives de l'Abbaye de Saint-Maurice

Aimerico da Margherita ebbe tre figli:
- Amalrico, che gli succedette[7]
- Aimerico, che succedette al fratello[11].
- Sibilla, moglie di Andrea di Fenouillet Viscomte d'Ille e di Canet,[11].

### Fonti primarie
- (LA)  (FR)  Archives historiques de l'Abbaye de Saint-Maurice.
- (FR)  Histoire généalogique et chronologique de la maison royale de France, tome 2.
- (FR)  Histoire généalogique et chronologique de la maison royale de France, tome 7.
- (OC, FR)  Chroniques romanes des comtes de Foix.

### Letteratura storiografica
- (FR)  [J. Régné. Amauri II, vicomte de Narbonne (1260 ?- 1328), pagg. 100 - 103].
- (FR)  #ES «Amauri II, vicomte de Narbonne (1260?-1328) : sa jeunesse et ses expéditions, son gouvernement, son administration» prima parte, vol. 10, 1908, pagg. 37-130.
- (FR)  #ES Un moment clé de l’histoire du royaume de Majorque : la fin de la vicomté de Castelnou (1321-1369)